# Čikovská
Čikovská je přírodní rezervace v oblasti TANAP.
Nachází se v katastrálním území obce Tatranská Javorina v okrese Poprad v Prešovském kraji. Území bylo vyhlášeno či novelizováno v roce 1991 na rozloze 6,2000 ha. Ochranné pásmo nebylo stanoveno.